# برايان برومبيرغ
برايان برومبيرغ (بالإنجليزية: Brian Bromberg)‏ هو ملحن ومنتج أسطوانات أمريكي، ولد في 5 ديسمبر 1960 في توسان في الولايات المتحدة.

## وصلات خارجية
- برايان برومبيرغ على موقع ميوزك برينز (الإنجليزية)
- برايان برومبيرغ على موقع أول ميوزيك (الإنجليزية)
- برايان برومبيرغ على موقع ديسكوغز (الإنجليزية)